# 楊欣 (環保人士)

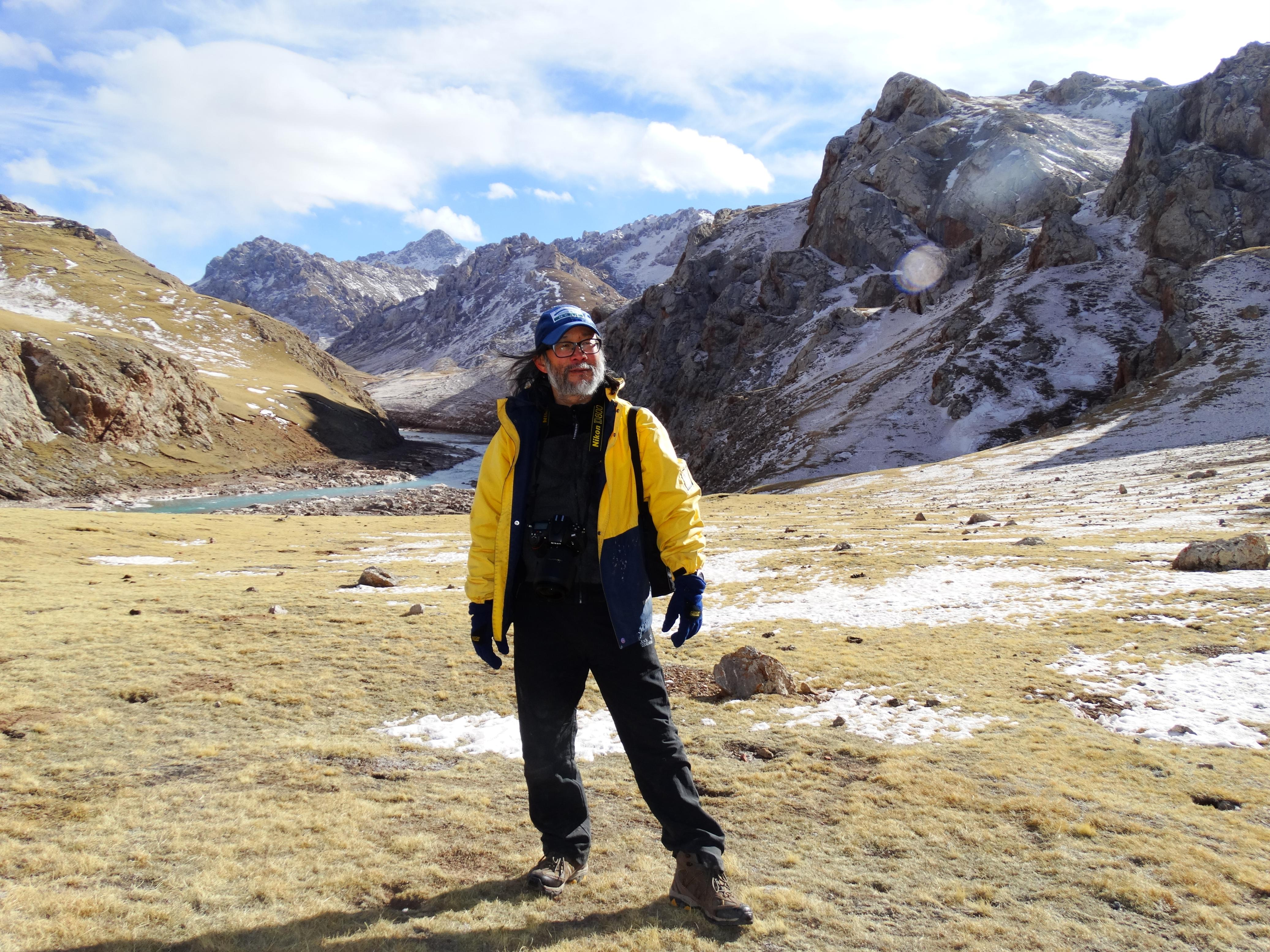
杨欣（环保人士）

杨欣（1963年—），四川成都人，探险家、摄影家和环保主义者，现为中国绿色江河环境保护促进会会长。

## 生平
1984年就开始从事长江上游金沙江段的考察、摄影和探险。1986年参加了中国长江科学考察漂流探险队，任主力漂流队员兼摄影师,全程漂流、考察长江干流6300公里江段。长漂结束后因拍摄、考察等原因多次往返于长江源头和上游地区，这个过程中发现长江源和上游地区的生态状况逐渐恶化，1994年，青海省治多县西部工委书记索南达杰为保护藏羚羊，在可可西里和盗猎分子枪战后死亡一事成为杨欣上成为一名环保主义者的触发点。1995年他创立了绿色江河的前身“保护长江源，爱我大自然”活动筹委会，启动了保护长江源的活动，立志通过中国民间的力量改善长江源的生态环境状况。1997年杨欣靠义卖自己所著的《长江魂》筹款建立了中国第一个民间自然保护站——索南达杰自然保护站，成为当地政府反偷猎机构保护藏羚羊的基地。2012年杨欣带领绿色江河又在长江正源沱沱河建立了中国民间第二座自然保护站——长江源水生态环境保护站，致力于高原牧区垃圾收运和处置体系的常态化运转，以及野生动物保护、生物多样性调查等长江源区的生态环保工作。

## 作品
- 书籍《长江魂》
- 书籍《亲历可可西里十年---志愿者讲述》
- 画册《长江源》
- 画册《中国长江》

## 获得荣誉
- 2000年 获“地球奖”（香港地球之友等）
- 2002年 获“母亲河奖”（共青团中央）
- 2003年 获“盖蒂环保奖”（WWF）
- 2004年 获“环保志愿者生态建设大奖”（团中央等五部委）
- 2005年 获“中国野生资源保护奖”（中华环境保护基金会和野生救援协会）
- 2005年 被评为“中国十大民间环保杰出人物”
- 2006年 获“2006绿色年度人物奖”
- 2011年 获得“中国当代徐霞客”荣誉称号
- 2011年 获得“淡水河谷—个人贡献奖”
- 2011年 获得上海外滩画报“改变—十年成就奖”
- 2011年 获中共中央统战部、人力资源与社会保障部、全国工商联及九三学社等8个民主党派中央的表彰，获得了“各民主党派工商联无党派人士为全面建设小康社会作贡献先进个人”的荣誉。